# Tête Pelouse
Ne doit pas être confondu avec la tête Pelouse (2 475 m) dans le massif du Giffre, dans les Alpes.
La tête Pelouse est un sommet de la chaîne des Aravis, dans le département de la Haute-Savoie. Il se situe à la jonction des communes de La Clusaz, de Cordon dont il est le point culminant, et de La Giettaz. Le sommet à 2 537 mètres d'altitude est accessible par sa face Sud via les pierriers de la combe de Bella Cha.
Dans le prolongement de la crête qui descend vers le nord-ouest, entre la combe du Grand Crêt et la combe de Bella Cha (où subsiste l'un des plus grands névés permanents des Aravis) s'élève le mont Rachais (2 311 mètres). Au pied de ce dernier, au nord-ouest, se trouvent le col et le lac des Confins.